# Paracelsus Nordseeklinik Helgoland
Die Paracelsus Nordseeklinik Helgoland ist eine Einrichtung der Park-Hospital GmbH und ein Akutkrankenhaus auf Helgoland.

## Geschichte
Im Jahr 1995 wurde die Nordseeklinik auf der Insel Helgoland gegründet. Durch das Projekt „Gesundes Helgoland“ soll die wohnortnahe medizinische Grundversorgung der Inselbewohner und der jährlich über 300.000 Urlaubs-, Kur- und Tagesgäste sichergestellt werden.
Bei der rund um die Uhr aktiven Notfallversorgung von akut erkrankten oder verletzten Patienten verwenden die Sanitäter auch den einzigen Rettungswagen, der zu den ganz wenigen Kraftfahrzeugen auf der Insel gehört.
In der Gegenwart ist die Paracelsus Nordseeklinik Helgoland mit 24 Betten ein Akutkrankenhaus außerdem eine Fachklinik für Parkinson-Patienten. Pro Jahr werden ca. 320 Patienten stationär und fast 900 ambulant von 3 Ärzten und 18 Pflegekräften behandelt (Stand: 26. Oktober 2023).

## Leistungsspektrum
Das Krankenhaus auf Helgoland umfasst die nachfolgend aufgeführten medizinischen Kliniken (Stand: Januar 2025):
- Innere Medizin (vor allem für die Grundversorgung)
- Chirurgie und Unfallchirurgie (vor allem für die Grundversorgung)
- Neurologie (zur Therapie von Parkinson und Bewegungsstörungen)